# Parlament České republiky
Parlament České republiky je dvoukomorový zákonodárný sbor České republiky. Je tvořen Poslaneckou sněmovnou (dolní komora) a Senátem (horní komora). Poslanecká sněmovna, tvořená 200 poslanci volenými na čtyři roky poměrným systémem, vznikla s osamostatněním České republiky k 1. lednu 1993 přejmenováním České národní rady. Senát byl poprvé naplněn až volbami na podzim roku 1996. Čítá 81 senátorů volených na šest let většinovým systémem, každé dva roky se obmění třetina senátorů. Sídlo Parlamentu České republiky na Malé Straně v Praze je určeno samostatným zákonem, který je zároveň prohlašuje za národní kulturní památku.

## Předchůdci
Na českém území v minulosti měly působnost různé druhy sněmů, tedy český, moravský a slezský zemský sněm, rakouský Říšský sněm a různé československé parlamenty:
- Revoluční národní shromáždění (1918–1920),
- Národní shromáždění republiky Československé (1920–1939),
- Prozatímní Národní shromáždění republiky Československé (1945–1946),
- Ústavodárné Národní shromáždění republiky Československé (1946–1948),
- Národní shromáždění republiky Československé (1948–1960),
- Národní shromáždění Československé socialistické republiky (1960–1969).

Česká republika, která vznikla 1. ledna 1969 původně pod názvem Česká socialistická republika v rámci federalizace Československa, získala svůj první sněm, Českou národní radu, přičemž zároveň měla své poměrné zastoupení i ve Sněmovně národů Federálního shromáždění.

## Historie
Parlament České republiky vznikl na základě přechodného ustanovení čl. 106 odst. 1 Ústavy České republiky 1/1993 Sb. dnem účinnosti ústavy, tedy k 1. lednu 1993, z České národní rady, která se stala Poslaneckou sněmovnou pro volební období do 6. června 1996.
Čl. 106 odst. 2 ústavy stanovil, že do doby zvolení Senátu podle Ústavy vykonává funkce Senátu Prozatímní Senát, který se ustaví způsobem, který stanoví ústavní zákon, přičemž do nabytí účinnosti takového zákona vykonává funkce Senátu Poslanecká sněmovna. Prozatímní Senát však nikdy zřízen nebyl a poslanecká sněmovna vykonávala funkce senátu až do podzimu roku 1996, kdy byl volbami naplněn řádný senát. Při prvních volbách do senátu bylo voleno všech 81 senátorů najednou, avšak pouze třetina z nich na plné šestileté funkční období, zbylé dvě třetiny měly volební období zkrácené na třetinu nebo na dvě třetiny.

## Ústavní pravomoci
Strukturu a pravomoci parlamentu, způsob jeho rozhodování a způsob voleb jeho členů a podmínkách jejich mandátu stanoví Ústava České republiky (č. 1/1993 Sb.), přijatá Českou národní radou, zejména v hlavě druhé, tj. v článcích 15 až 53. Některé podrobnosti stanoví zákon č. 247/1995 Sb., o volbách do Parlamentu České republiky.
Parlament České republiky:
- vykonává zákonodárnou moc – přijímá zákony
- má právo ústavními zákony měnit Ústavu, ústavní zákony a jiné součástí ústavního pořádku České republiky
- dává souhlas k ratifikaci mezinárodních smluv
- vyslovuje důvěru či nedůvěru vládě (pouze Poslanecká sněmovna)
- schvaluje státní rozpočet na příští rok a projednává státní závěrečný účet roku minulého (pouze Poslanecká sněmovna)
- pro vyšetření věcí veřejného zájmu může zřídit vyšetřovací komisi (pouze Poslanecká sněmovna)
- rozhoduje o vyhlášení válečného stavu v případě napadení nebo plnění mezinárodních závazků a rozhoduje o účasti České republiky v obranných systémech mezinárodní organizace (např. NATO)
- vyslovuje souhlas s vysláním ozbrojených sil mimo území státu, jakož i s pobytem cizích vojsk na území České republiky (nerozhoduje-li zde vláda)
- vyslovuje souhlas se jmenováním soudců Ústavního soudu (pouze Senát Parlamentu České republiky)
- může se usnést, že prezident republiky ze závažných důvodů nemůže vykonávat svůj úřad (v takovém případe přechází výkon funkcí prezidenta na předsedu Poslanecké sněmovny a předsedu vlády)

Komory Parlamentu v těchto pravomocích jednají vždy samostatně, společné schůze a rozhodování komor bylo do roku užíváno pouze pro nepřímou volbu Prezidenta České republiky (do roku 2013). Od roku 2013 se společná schůze komor koná pouze u příležitosti Inaugurace prezidenta.
Společnou schůzi komor svolává předseda Poslanecké sněmovny. 

## Sídlo a kanceláře
Dne 22. září 1992 přijala Česká národní rada zákon č. 465/1992 Sb., o sídle České národní rady, účinný od 15. října 1992. Ten jako sídlo ČNR vymezil výčtem v příloze komplex budov čp. 176, 9, 10, 11, 12, 13, 14, 15, 16, 6, 7, 8 a 518 na Malé Straně v Praze a zároveň v § 3 prohlásil celý tento komplex za národní kulturní památku a zmocnil vládu k vydání nařízení, kterým se stanoví způsob ochrany, což vláda učinila svým nařízením č. 118/1993 Sb.
Nově pak stanovil sídlo parlamentu, tedy obou jeho komor, jejich orgánů, poslanců, senátorů, Kanceláře Poslanecké sněmovny a Kanceláře Senátu zákon č. 59/1996 Sb., o sídle Parlamentu České republiky, který rovněž celý komplex prohlásil za národní kulturní památku. Tentýž zákon rovněž ustavil Kancelář Poslanecké sněmovny a Kancelář Senátu jako státní rozpočtové organizace.
Sídlem Senátu je areál Valdštejnského paláce spolu s Valdštejnskou zahradou, Valdštejnskou jízdárnou a dále Kolovratským palácem a Malým Fürstenberským palácem.
Sídlo sněmovny se nachází ve třech blocích domů a paláců v oblasti mezi Malostranským a Valdštejnským náměstím, kolem Sněmovní a Thunovské ulice. Patří k němu zejména Thunovský palác (čp. 176) při východní straně Sněmovní ulice), který pochází z konce 17. století, v letech 1779–1794 sloužil jako divadlo a roku 1801 jej koupili čeští stavové, kteří jej přebudovali na sněmovnu, kanceláře a archív Zemského výboru Království českého. Roku 1861 byl pro obnovený zemský sněm vybudován sál přes dvě patra výšky paláce, který slouží dodnes, jako hlavní jednací sál sněmovny. V roce 1918 zde byla vyhlášena Československá republika a roku 1920 přijata její ústava. V tomto bloku sídlí rovněž Kancelář Poslanecké sněmovny, jsou zde jednací sály sněmovních klubů a výborů. Dále k sídlu sněmovny patří dům čp. 1 na severní straně horní části Malostranského náměstí, v 19. století sídlo Českého místodržitelství a jezuitského gymnázia, a blok na severní straně dolní části Malostranského náměstí: čp. 6 (Palác Smiřických neboli U Montágů), čp. 7 (Šternberský palác), čp. 518 (dříve nazývaný Velikovský dům, na rohu Tomášské ulice) a čp. 8 (na rohu Thunovské a Tomášské ulice). Smiřický palác je význačný tím, že 22. května 1618 zde skupina protestantských šlechticů tajně smluvila na další den třetí pražskou defenestraci, která stála u počátku třicetileté války. Šternberský palác patřil za národního obrození k centrům českého kulturního a vědeckého života.

## Galerie

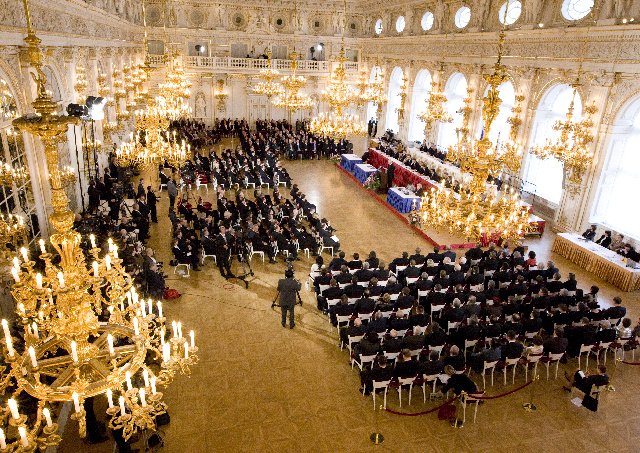
Společné zasedání komor Parlamentu
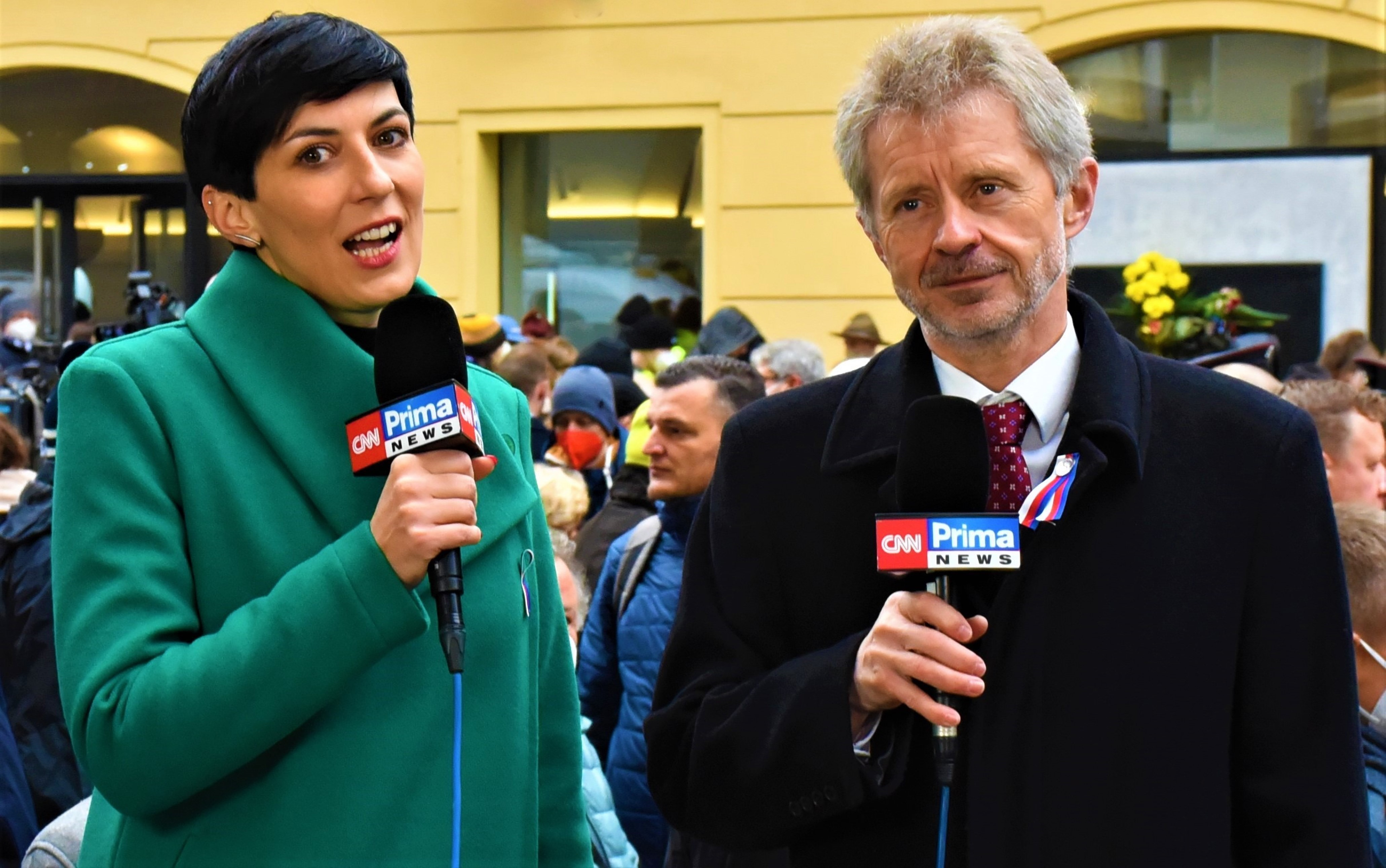
Předsedové komor: Markéta Pekarová Adamová (PS), Miloš Vystrčil (Senát)
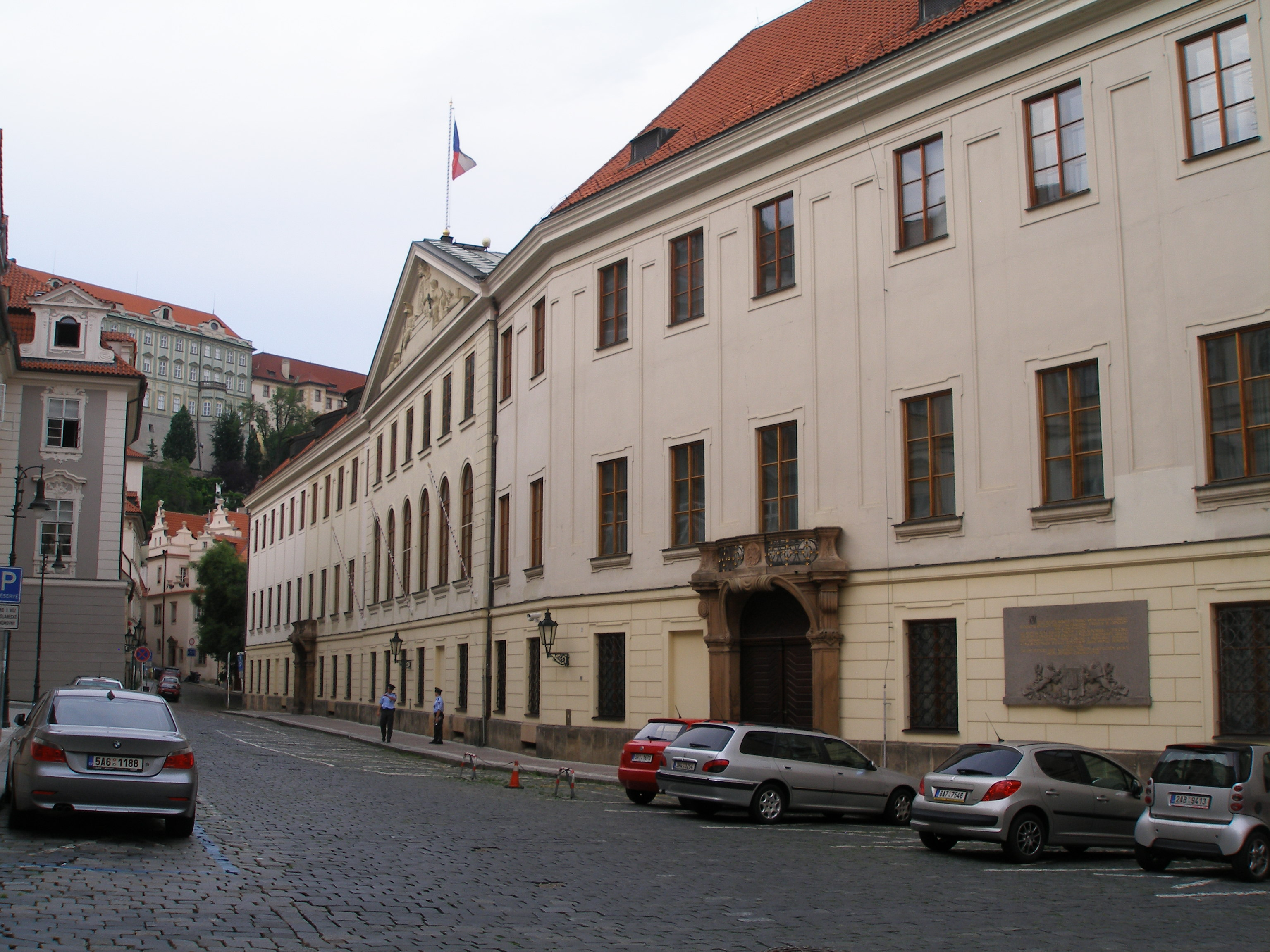
Budova Poslanecké sněmovny Parlamentu
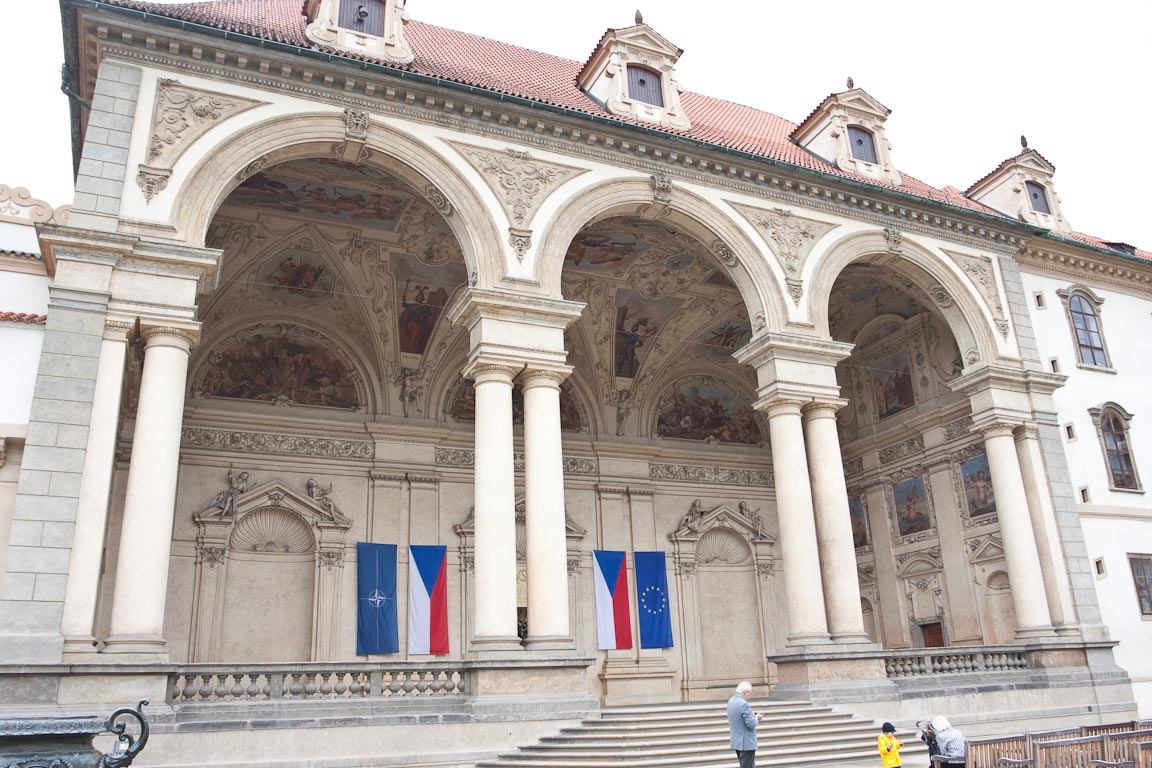
Budova Senátu Parlamentu